# Caleta Mansilla
Die Caleta Mansilla (spanisch) ist eine Bucht an der Südwestküste der Watkins-Insel im Archipel der Biscoe-Inseln westlich der Antarktischen Halbinsel. 
Wissenschaftler der 3. Chilenischen Antarktisexpedition (1948–1949) benannten sie nach Luis Mansilla Yevens, Navigationsoffizier auf dem Schiff Covadonga bei dieser Forschungsreise.